# Даугалл, Николас
Николас Даугалл (англ. Nicolas Dougall; род. 21 ноября 1992, графство Хартфордшир,  Великобритания) — южноафриканский профессиональный  шоссейный велогонщик, выступающий за команду мирового тура «Qhubeka Assos».

## Достижения
2011
1-й - этап 1 (ТТТ) Тур Тасмании
2014
2-й — Чемпионат ЮАР - индивидуальная гонка (U-23)
3-й — Чемпионат ЮАР - групповая гонка (U-23)

### Гранд-туры
| Гонка           | 2016 | 2017 |
| --------------- | ---- | ---- |
| Джиро д'Италия  | —    | —    |
| Тур де Франс    | —    | —    |
| Вуэльта Испании | 154  | НФ   |

| —  | Не участвовал  |
| НФ | Не финишировал |